# Hugh Chamberlen
Hugh Chamberlen el Viejo (Londres, 1630 – 1721) fue un médico real inglés, obstetra y escritor de economía.

## Biografía
Es el hijo mayor de Peter Chamberlen tercero y Jane, hija mayor de Sir Hugh Myddelton. Nació en la parroquia de St. Anne's, Blackfriars, entre 1630 y 1634. Está catalogado como Doctor en Medicina en las listas de la Royal Society.
En 1668 Chamberlen tuvo un proyecto para librar a Londres de la peste bubónica. Adquirió reputación en su profesión, especialmente como comadrón, y a petición de su padre obtuvo, en febrero de 1673, el puesto de Sir John Hinton como médico del rey. El cargo le correspondió en octubre del año siguiente. Fue elegido miembro de la Royal Society en abril de 1681. 
En marzo de 1688, el Royal College of Physicians, siguiendo la información de Walter Charleton, tomó medidas contra Chamberlen por la práctica "ilegal y malvada" de la medicina. Pese a esto, continuó disfrutando de un amplio negocio en la corte, y fue elegido por Jaime II para asistir a María de Módena en sus partos. En el nacimiento del príncipe Jacobo Francisco Eduardo Estuardo, el 10 de junio de 1688, Chamberlen llegó demasiado tarde para estar presente. Más tarde escribió una carta a la electora Sofía del Palatinado sobre las circunstancias, fechada desde La Haya el 4 de octubre de 1713. 
La política de Chamberlen era la de los Whigs. George Wingrove Cooke consideró que Chamberlen había sufrido por sus principios políticos. En junio de 1686 se le concedió el indulto general. 
Chamberlen finalmente se trasladó a Ámsterdam, donde ejerció durante varios años. Le entregó el secreto familiar de las pinzas de obstetricia al cirujano holandés Hendrik van Roonhuisen. Todavía estaba vivo en noviembre de 1720. 

## Obras
En agosto de 1670, durante su estancia en París, Chamberlen conoció al cirujano François Mauriceau, y dos años más tarde publicó una traducción del tratado de Mauriceau sobre la obstetricia. Este se convirtió en un libro de texto estándar en ediciones reeditadas hasta 1765. En el prefacio se encuentran declaraciones relacionadas con la invención y el uso de las pinzas obstétricas por la familia Chamberlen. 
En 1685 Chamberlen publicó Manuale Medicum: or a small Treatise of the Art of Physick in general and of Vomits and the Jesuits Powder in particular (del inglés, Manuale Medicum: o un pequeño tratado del arte de la medicina en general y de los vómitos y el polvo jesuita en particular), Londres, 1685. Este libro fue escrito para un hijo enviado a las Indias Orientales. Por este tratado, sus compañeros de profesión le juzgaron como un empírico.
La última obra médica de Chamberlen fue Queries relating to the Practice of Physick (del inglés, "Consultas sobre la práctica de la medicina"), 1694. Añadió poco al Manuale Medicum, pero abordó la medicina preventiva con Proposal for the better securing, of health, intended in the year 1689 and still ready to be humbly offered to the Consideration of the Honourable Houses of Parliament (del inglés, "Una propuesta para una mejor protección de la salud, prevista para el año 1689 y todavía lista para ser ofrecida humildemente a la consideración de las Honorables Cámaras del Parlamento"). También publicó The Great Advantages of both Kingdoms of Scotland and England, by an Union. By a Friend to Britain (del inglés, "Las grandes ventajas de ambos reinos de Escocia e Inglaterra mediante una unión. Por un amigo de Gran Bretaña"), 1702.

### Crédito territorial
En noviembre de 1690 Chamberlen publicó un primer borrador de su plan financiero: Dr. Hugh Chamberlen's Proposal to make England Rich and Happy (del inglés, "Propuesta del Dr. Hugh Chamberlen para hacer una Inglaterra rica y feliz"). Un banco debía adelantar dinero con garantía de bienes inmuebles mediante la emisión de grandes cantidades de billetes. James Hobson Aveling catalogó 45 respuestas en panfletos. Chamberlen reservó tres tardes a la semana para promover su proyecto y presionar a los miembros del Parlamento. 
En diciembre de 1693 Chamberlen presentó su plan ante la Cámara de los Comunes y solicitó ser escuchado. Se nombró un comité que informó favorablemente, pero fue ignorado. Dos años más tarde, el proyecto fue revivido con modificaciones, fue aprobado por ambas cámaras y recibió la aprobación real el 27 de abril de 1696. Sin embargo, inmediatamente después se prorrogó el parlamento. Chamberlen fue objeto de burlas y en marzo de 1699 partió hacia Escocia. En 1700 promovió la última versión de su plan de crédito territorial en el Parlamento de Escocia, en un panfleto titulado A Few Proposals humbly recommending.... the Establishing a Land-Credit in this Kingdom (del inglés, "Unas cuantas propuestas, recomendandas humildemente.... El establecimiento de un crédito territorial en este reino").

## Familia
Se casó el 28 de mayo de 1663 en St Paul's, Covent Garden con Dorothy, hija del coronel John Brett. Tuvieron tres hijos, Hugh el joven, Peter y Myddelton, y una hija, Dorothy.

## Memorial
Hay un monumento en su memoria en la Abadía de Westminster.